# Nikolai Jewgrafowitsch Ossipow

Nikolai Ossipow

Nikolai Jewgrafowitsch Ossipow (russisch Николай Евграфович Осипов; geboren 12. Oktober 1877 in Moskau; gestorben 19. Februar 1934 in Prag) war ein russischer Arzt, Psychoanalytiker und Begründer der „Moskauer Psychoanalytischen Gesellschaft“.

## Werdegang
Ossipow wurde als einziger Sohn einer Arztfamilie geboren. Er absolvierte ein Gymnasium in Moskau, das er 1897 „summa cum laude“ beendete. Anschließend studierte er Medizin in Moskau, wurde aber 1899 wegen seiner Beteiligung an den Studentenunruhen exmatrikuliert. Er setzte das Studium in Deutschland und der Schweiz fort und wurde 1904 an der Universität Basel zu einem histologischen Thema promoviert. Er kehrte dann nach Moskau zurück und arbeitete in der Histologischen Abteilung der Universität Moskau. Ossipow interessierte sich für die Neurosenlehre des Wiener Psychoanalytikers Sigmund Freud und besuchte diesen 1910 in Wien. Bereits 1909 hatte er gemeinsam mit Nikolai Wyrubow (1869-) die Zeitschrift „Psichoterapija“ ins Leben gerufen. Ossipow gehörte zu den Initiatoren einer psychoanalytischen Diskussionsgruppe in Moskau, die man die „Kleinen Freitage“ nannte. 1911 gründete Ossipow gemeinsam mit Leonid Drosnés die „Moskauer Psychoanalytische Gesellschaft“. Ossipow war ein Gegner des Bolschewismus. Deshalb floh er nach der Oktoberrevolution und verließ 1918 seine geliebte Stadt Moskau. Er floh über Südrussland und Istanbul und kam im Jahr 1921 nach Prag.
In Prag wurde seine medizinische Leistung anerkannt. An der Medizinischen Fakultät der Universität Brünn wurde ihm eine Professur angeboten, die er aufgrund mangelnder Sprachkenntnisse ablehnte. In dieser Zeit begann seine schriftliche Korrespondenz mit Freud, in dem Ossipow einen Freund und Unterstützer fand. Mit ihm besprach Ossipow die psychoanalytische Deutung der russischen Revolution und die Kindheitserinnerung Tolstois. Sie diskutierten auch den Aufbau der Psychoanalyse in Prag. Ossipow litt an einer Myokarditis, an der er im Jahr 1934 in Prag verstarb. Er wurde auf dem russischen Friedhof in Prag beigesetzt.
Ossipow, der sich nach seiner ersten Begegnung mit Sigmund Freud zum Ziel gesetzt hatte, die Psychoanalyse in Russland bekannt zu machen, gilt allgemein als der erste Psychoanalytiker des Landes.

## Schriften
- N. Ossipow: Tolstois Kindheitserinnerungen: ein Beitrag zu Freuds Libidotheorie, Internationaler Psychoanalytischer Verlag Leipzig, Wien, Zürich 1923.